# Nahr Bāniyās
Nahr Bāniyās (arabiska: نهر بانياس) är ett vattendrag i Syrien.   Det ligger i provinsen Tartus, i den västra delen av landet, 190 km norr om huvudstaden Damaskus.
Runt Nahr Bāniyās är det tätbefolkat, med 511 invånare per kvadratkilometer.